# Върбовце
Върбовце (на словашки: Vrbovce) е село в западна Словакия, в Тренчински край, в окръг Миява. Според Статистическа служба на Словашката република към 31 декември 2021 г. селото има 1405 жители.
Разположено е на 341 m надморска височина, на 12 km северозападно от Миява. Площта му е 51,52 km². Кмет на селото е Душан Елиаш.